# Otávio (Fußballspieler, 1994)
Otávio, mit vollem Namen Otávio Henrique Passos Santos (* 4. Mai 1994 in Maceió), ist ein brasilianischer Fußballspieler. Der Rechtsfuß wird vorwiegend defensiv im zentralen Mittelfeld eingesetzt.

## Karriere

### Verein
Otávio startete seine Laufbahn in der Jugendmannschaft des Clube de Regatas Brasil, wo er zunächst Futsal spielte, bevor er zum Fußball wechselte. Als Vierzehnjähriger erhielt er dann 2009 das Angebot zum Atletico Paranaense zu wechseln, welches er annahm. Bereits in den Jugendmannschaften zeichnete er sich aus. So konnte er mit dem Klub den  Yokohama Cup des FC Ostrach 2012 und 2013 gewinnen und erreichte 2012 das Halbfinale beim Juniorenwettbewerb Copa São Paulo de Futebol. In dem Klub schaffte er den Sprung in den Profikader und bestritt am 20. April 2014 sein erstes Profispiel.
Am 7. August 2017 wurde bekannt, dass der Girondins Bordeaux aus Frankreich Otávio verpflichten will und sich der Spieler bereits auf dem Weg zur medizinischen Untersuchung befindet. Die Verpflichtung durch Bordeaux wurde am 8. August bekannt gegeben. Der Kontrakt erhielt eine Laufzeit über vier Jahre. Sein erstes Spiel in der Ligue 1 bestritt Otávio in der Saison 2017/18. Am 26. August, dem vierten Spieltag der Saison, im Heimspiel gegen ES Troyes AC stand er in der Startelf. In der zweiten Qualifikationsrunde der UEFA Europa League 2018/19 gab Otávio am 2. August 2018 sein Debüt auf europäischer Klubebene. Im Auswärtsspiel gegen den FK Ventspils wurde er in der 89. Minute für Aurélien Tchouaméni eingewechselt. Im Rückspiel kam in der 83. Minute für Zaydou Youssouf. In der dritten Runde des Wettbewerbs stand Otávio im Auswärtsspiel gegen den FK Mariupol das erste Mal in der Startelf. Das erste Tor für Bordeaux erzielte am fünften Spieltag der Meisterschaft 2019/20. Im Heimspiel gegen Olympique Nîmes am 3. Dezember 2019, gelangen ihm beim 6:0-Sieg die Treffer zum 5:0 (77. Minute) und 6:0 (87. Minute).
Im Januar 2022 wurde Otávio für ein halbes Jahr in seine Heimat an Atlético Mineiro ausgeliehen. Nach Beendigung der Leihe wurde der Spieler fest von dem Klub übernommen. Der Kontrakt erhielt eine Laufzeit bis Juni 2026.
Im Februar 2025 wechselte Otávio vorzeitig nach Rio de Janeiro, wo er beim Fluminense FC einen Kontrakt bis Jahresende 2027 unterzeichnete.

### Nationalmannschaft
Für die U-23-Nationalmannschaft Brasiliens bestritt Otávio am 8. September 2015 ein Freundschaftsspiel gegen die Auswahl Frankreichs.

## Erfolge
Athletico Paranaense
- Yokohama Cup U19: 2012, 2013
- Staatsmeisterschaft von Paraná: 2016

Atlético Mineiro
- Supercopa do Brasil: 2022
- Staatsmeisterschaft von Minas Gerais: 2022, 2023, 2024